# Pedro Miguel
Pedro Miguel is een plaats (freguesia) in de Portugese gemeente Horta en telt 723 inwoners (2001).